# Gare de Kontiomäki
La gare de Kontiomäki (en finnois : Kontiomäen rautatieasema) est une gare du réseau ferroviaire de Finlande située à Kontiomäki en Finlande.

## Situation ferroviaire
La gare de Kontiomäki est au croisement des lignes venant de Joensuu, Iisalmi, Oulu, Suomussalmi et de Vartius.